# You Know Who (album)
You Know Who er den danske popgruppe You Know Whos debutalbum fra 1997. Albummet solgte 30.000 eksemplarer.
You Know Who indeholdt singlerne "Guantanamera" og "The Greatest Gift". Førstnævnte toppede Tjeklisten som #6 og tilbragte syv uger på listen og nåede #2 på samme liste, og var på denne i ni uger. "Love Takes Two" nåede også #2 og var på Tjeklisten i ti uger.

## Spor
1. "Good & Evil" - 4:12
2. "It's Not Too Late" - 3:59
3. "The Greatest Gift" - 3:55
4. "Find Her" - 4:34
5. "Masquerade" - 4:30
6. "Why Didn't You Listen" - 4:26
7. "Two Wrongs (...Can't Make A Right)" - 3:54
8. "Mission Of Love" - 3:55
9. "Love Takes Two" - 5:33
10. "Spooky" - 3:46
11. "Guantanamera" - 3:54